# 法斗乡
法斗乡，是中华人民共和国云南省文山壮族苗族自治州西畴县下辖的一个乡镇级行政单位。

## 行政区划
法斗乡下辖以下地区：
法斗村、脱皮树村、新箐村、董有村、三元井村、坪寨村、石鹅村、小湾村和老寨村。